# Reggenza di Blora
La reggenza di Blora (in indonesiano: Kabupaten Blora) è una reggenza dell'Indonesia, situata nella provincia di Giava Centrale.